# اتصال سلوكي
الاتصال السلوكي هو مفهوم نفسي يتناول استخدام الأفراد للسلوكيات اليومية بوصفها شكلاً من أشكال التواصل. ويشير هذا المفهوم على وجه التحديد إلى نزعة الأفراد للتعبير عن المشاعر والحاجات والأفكار من خلال الرسائل غير المباشرة والتأثيرات السلوكية.
يمكن الحكم على أي سلوك (أو غياب هذا السلوك في حالة ما إذا كان متوقعًا) على أنه وسيلة للاتصال إذا كان يهدف إلى توجيه رسالة معينة. على سبيل المثال، طريقة معبرة في تصفيف الشعر أو إظهار شعور معين أو تجنب الإجابة المباشرة (الانسحاب الانفعالي) أو ببساطة تنظيف الأطباق (أو عدم تنظيفها) يمكن اعتبارها جميعًا وسائل يستخدمها الأفراد في توجيه الرسائل لبعضهم البعض.
وينظر إلى مفهوم الاتصال السلوكي بوصفه أحد متغيرات الفروق الفردية. وهذا يعني أن بعض الأفراد يميلون أكثر من غيرهم للمشاركة في الاتصال السلوكي على الرغم من وجود بدائل مقبولة باستخدام الاتصال اللفظي.
وقد تم عرض المقياس الخاص بهذا المفهوم، وهو استبيان الاتصال السلوكي (إم إيفانوف، 2008)، في مؤتمر جمعية تقييم الشخصية في مارس 2008.
وتم تقديم الإطار النظري للمفهوم في مؤتمر الرابطة الغربية لعلم النفس في أبريل 2008.
في مارس 2010، تم نشر مخطوطة مفصلة عن المفهوم والمقياس الخاص به من قبل جريدة الشخصية والفروق الفردية (Personality and Individual Differences)، وهي جريدة علمية رسمية تصدر عن الجمعية الدولية لدراسة الفروق الفردية. وكتب هذه المخطوطة الدكتور مايكل إيفانوف والدكتور بول دي ويرنر، أستاذ علم النفس في كلية علم النفس المهني بكاليفورنيا في جامعة أليانت الدولية.
الاستشهاد الحالي من هذا المقال: مايكل إيفانوف و بول دي ويرنر، الاتصال السلوكي: الفروق الفردية في طريقة الاتصال. الشخصية والفروق الفردية (2010)، دُوِي:10.1016/j.paid.2010.02.033
وقد تم الانتهاء من المرحلة الثانية من البحث في الاتصال السلوكي عام 2012. وفي هذه الدراسة، تم بحث دور الاتصال السلوكي في سياق العلاقات العاطفية وفي سياق مجموعة أكبر من المتغيرات المتعلقة بالاتصال والشخصية. وقد نُشر التقرير كجزء من أطروحة نيل درجة الدكتوراه التي كتبها الدكتور مايكل إيفانوف تحت عنوان توافق الإدراك الحسي: الحقيقة والوهم في العلاقات العاطفية. يستطيع الباحثون والجهات المعنية الأخرى الاتصال بالكاتب للحصول على مزيد من المعلومات.

## وصلات خارجية
- BehavioralCommunication.net is the official research website for the construct of behavioral communication.
- PsyResearch.org/behavioralcommunication features debrief information for research participants who took part in the first study (2006-2007) of behavioral communication.